# Šentilj pod Turjakom
Šentilj pod Turjakom este o localitate din comuna Mislinja, Slovenia, cu o populație de 286 de locuitori.